# كريستينا بلازاس
كريستينا بلازاس (بالإسبانية: Cristina Plazas)‏ هي ممثلة إسبانية ولدت في يوم 30 سبتمبر 1969 في مدريد، بدأت التمثيل في عقد التسعينات ومثلت في العديد من الأفلام والمسلسلات والمسرحيات، منها فيلم أنا أريدك في سنة 2012، وثلاثة أمتار فوق السماء في سنة 2010، وفيلم الجسد في سنة 2012.

## روابط خارجية
- كريستينا بلازاس على موقع IMDb (الإنجليزية)
- كريستينا بلازاس على موقع روتن توميتوز (الإنجليزية)
- كريستينا بلازاس على موقع ألو سيني (الفرنسية)
- كريستينا بلازاس على موقع تيرنر كلاسيك موفيز (الإنجليزية)
- كريستينا بلازاس على موقع أول موفي (الإنجليزية)
- كريستينا بلازاس على موقع قاعدة بيانات الفيلم (الإنجليزية)
- كريستينا بلازاس على موقع كينوبويسك (الروسية)